# Phyllidiopsis bayi
Phyllidiopsis bayi is een slakkensoort uit de familie van de Phyllidiidae. De wetenschappelijke naam van de soort is voor het eerst geldig gepubliceerd in 1983 door Bouchet.